# Markus Skeggjason
Markus Skeggjason, död den 15 oktober 1107, var en isländsk lagman och skald. Under tjugofyra somrar var han lagsagoman och var, enligt Kristni saga (12), «den klokaste lagmannen på Island näst efter Skapte Toroddsson».

## Släkt och familj
Markus tillhörde en förnäm ätt på sydlandet. Hans far var Skegge Bjarnason, som i rakt nedstigande led härstammade från Ingolf Arnarson, den förste bosättaren på Island. Modern hette Halldora Grimsdotter och var troligen släkt med skalden Hallstein Tengilsson. Markus var gift med Jarngerd Ljotsdotter (Járngerðr Ljótsdóttir) och blev genom sin dotter Valgerd (Valgerðr) en av den berömda Sturlungaättens stamfäder. (Valgerds son var Snorre Sturlassons morfar.)
Markus hade en äldre bror, Torarin, som antas ha varit identisk med den Torarin Skeggjason som i Skáldatal omtalas som hirdskald hos Harald hårdråde.

## Levnad
Markus föddes omkring år 1040. Han kan ha fått kyrklig skolning, men tycks inte ha blivit prästvigd. Sannolikt besökte han vid 1080-talets början de danska och svenska kungahusen som gästande hovskald. Enligt Skáldatal besjöng han både Inge den äldre († 1110) och Knut den helige († 1086); senare också kung Erik Ejegod († 1103). Ingenting är dock känt om hans vistelse hos dessa kungar.
Väl åter på Island blev Markus på biskop Gissur Isleifssons inrådan år 1084 vald till lagsagoman — ett ämbete som han behöll genom flera omval fram till sin död år 1107. Under denna ämbetstid genomfördes den första skattelagstiftningen på ön. Det skedde år 1096 och rörde sig om en kyrkoskatt, det så kallade tiondet. Lagen hade föreslagits av biskop Gissur och fick stöd av Sämund den vise och flera hövdingar. Om detta skriver Are Torgilsson, att det nu blev «satt i lag att alla män skulle räkna och värdera sin egendom och svära att det var rätt värderat, vare sig det var i land eller lösöre, och sedan ge tionde av det.» Lagen tillkom, skriver Are, «med rådgivning från Markus lagsagoman» och var tänkt att gälla «så länge Island är bebyggt».
Då Are senare skrev Islands historia var Markus Skeggjason en minnesgod informant. «Efter hans utsago», står det i Íslendingabók, «är längden med alla lagsagomän skriven i denna bok, de som varit före vårt eget minne.»

## Verk
Av Markus i Skáldatal antydda dikter finns föga bevarat: av kvädet till Inge den äldre ingenting, av hans Knútsdrápa (till Knut den helige) återstår en halvstrof i Skáldskaparmál.
Däremot finns 32 strofer, eller delar därav, ur en drapa om kung Erik Ejegod, men det är osäkert om det är detta kväde som Skáldatal åsyftar. Eriksdrapan är nämligen ett arvekväde, diktat efter kungens död och skickat till efterträdaren kung Niels. De flesta av drapans bevarade strofer finns i Knytlingasagan, vars författare har använt dem som historisk källa. Ytterligare några fragment finns i Skáldskaparmál. Dikten skildrar Eriks liv med tonvikten lagd på hans kristna och krigiska verk och dygder: korståget mot hedniska vender, upprättandet av ett ärkebiskopssäte "inte långt från Lund", samt kungens död under väpnat pilgrimståg till det heliga landet. Versmåttet är hrynhent, och dikten är tydligt inspirerad av Arnor jarlaskalds mästerverk Hrynhenda. En jämförelse mellan dessa båda skalder utfaller dock knappast till Markus fördel. Eriksdrapan är formellt (metriskt) välgjord, men språket är ofta högtravande och svulstigt. «Om någon särskild poetisk begåvning kan dikten på det hela taget inte sägas vittna, men som historisk källa är den förträfflig,» sammanfattar Finnur Jónsson sitt omdöme.
Ett par diktfragment ur vad som tycks ha varit en drapa om Kristus har också överlevt i Skáldskaparmál och i Olav Tordsson vitaskalds Tredje grammatiska avhandling. Dessutom finns i Skáldskaparmál en strof och en helming ur okända kväden.